# Martin Bossange

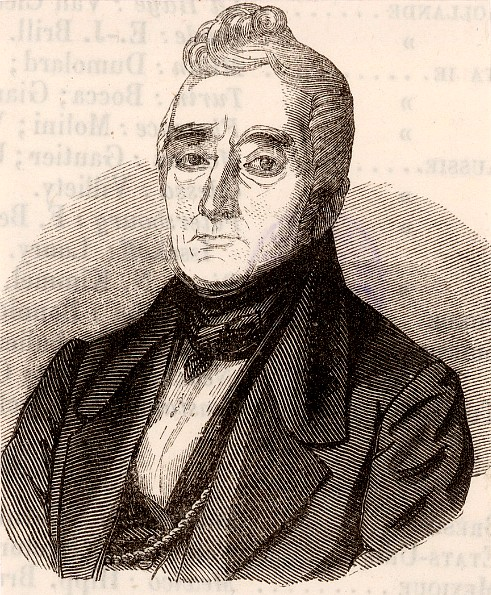

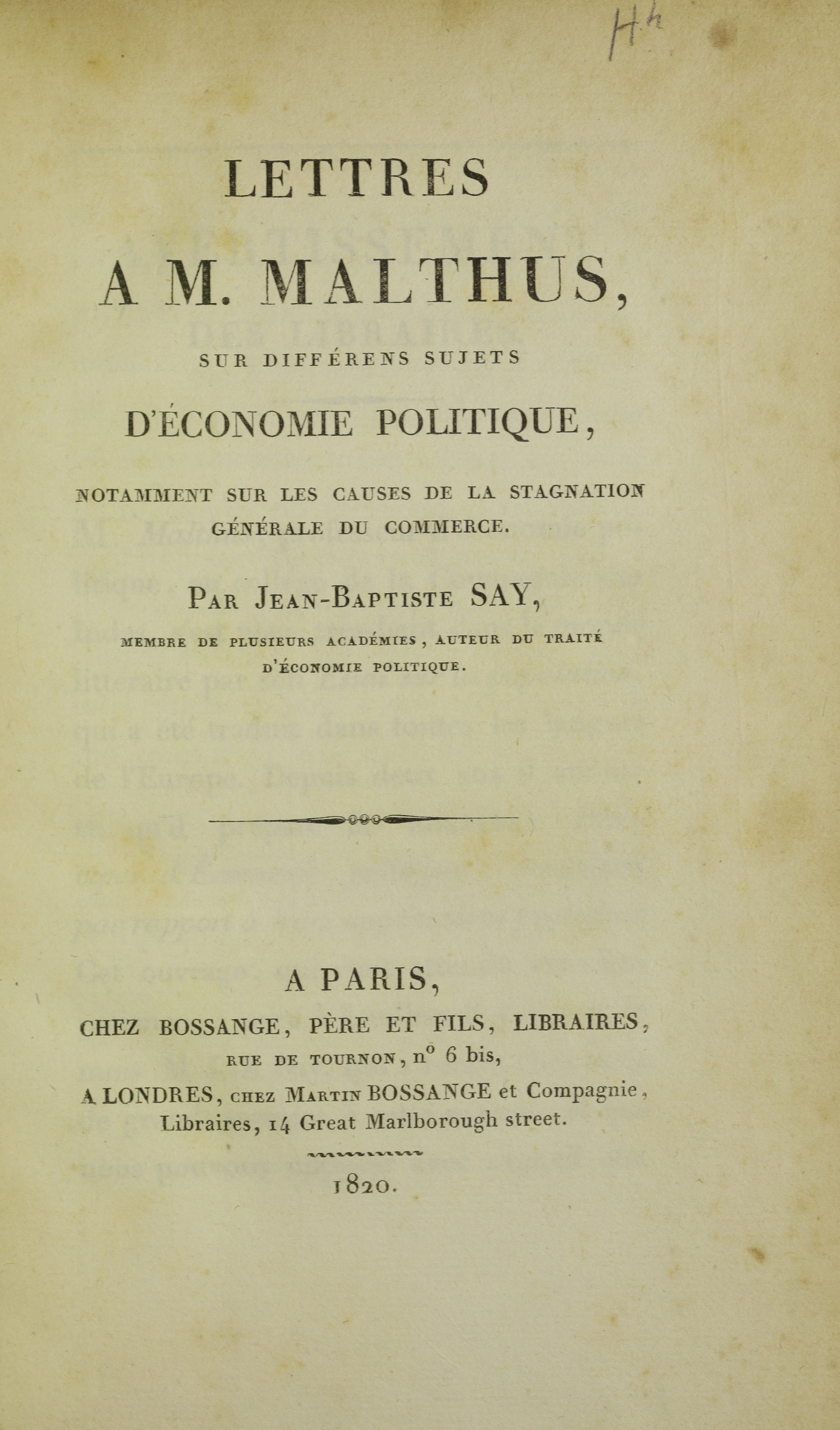
Buchtitel veröffentlicht von Bossange und Söhne

Martin Bossange (* 1766 in Bordeaux; † 30. Oktober 1865 in Paris) war ein französischer Buchhändler.
Mit 21 Jahren gründete Bossange 1787 eine Buchhandlung. Als im darauffolgenden Jahr M. Masson und G. Besson Teilhaber seiner Firma wurden, konnte er sich verstärkt dem Export französischer Bücher ins Ausland widmen. Die wichtigsten Filialen wurden Santo Domingo (1801), London (1814), Montreal und Mexiko-Stadt (1815), Madrid, Neapel und Rom (1820) und um 1830 Leipzig.
Bossange führte ein sehr offenes Haus; der Salon Bossange war ein bekannter Treffpunkt von Schriftstellern und anderen Künstlern. Während seines "Exils" hielt hier Moritz Gottlieb Saphir seine literarischen Abende ab; der spätere Verleger 
Moritz Wolff knüpfte erste Kontakte.
Nach dem Vorbild des Magasin pittoresque ließ Bossange in Leipzig einen deutschen Ableger, Das Pfennig-Magazin, erscheinen. Mit der Redaktion – wie auch der Filialleitung – wurde der Schriftsteller Johann Jacob Weber betraut. Als bereits nach kurzer Zeit der Verleger Friedrich Arnold Brockhaus die Zeitschrift übernahm, machte sich Weber mit einem eigenen Verlag selbstständig.
1836 verkaufte Bossange an die Fa. Brockhaus & Avenarius seinen gesamten deutschen Geschäftszweig.
Im Alter von nahezu 100 Jahren starb Martin Bossange am 20. Oktober 1865 in Paris. Seine Buchhandlung ging an seinen Sohn Héctor über; später übernahmen sie sein Enkel Gustave und Urenkel Léopold.